# Burträsks revir
Burträsks revir var ett skogsförvaltningsområde inom Skellefteå överjägmästardistrikt, Västerbottens län, som omfattade Burträsks, Nysätra, Lövångers och Bygdeå socknar samt vissa delar av Skellefteå och Norsjö socknar. Reviret, som var indelat i fem bevakningstrakter, omfattade 1920 38 030 hektar allmänna skogar, varav 67 kronoparker med 35 517 hektar areal.